# 夏之蓉
夏之蓉（1697年—1784年），字芙裳，又字醴谷、南芷，號半舫，室名半舫齋。江蘇揚州府高郵州人。清朝政治人物、學者，專長經學、史學、詩、文。

## 生平
夏之蓉爲雍正四年（1726年）丙午科舉人，授鹽城教諭。雍正十一年（1733年）中式癸丑科第二甲第三十五名進士。乾隆元年（1736年）召試博學宏詞，列二等，授翰林院檢討。乾隆三年（1738年）任一統志館纂修官。乾隆九年（1744年）任甲子科福建鄉試正考官，次年授廣東學政。乾隆十三年（1748年）改湖南學政。《清史稿》有傳。

## 著作
- 《讀史提要錄》十二卷
- 《半舫齋偶輯》四卷
- 《半舫齋詩文集》
- 《半舫齋古文》八卷
- 《半舫齋詩詩鈔》二十卷
- 《駪征集》四卷
- 《諸經考辨》二十卷
- 《慎道篇》
- 《汲古篇》
- 《酌雅集》
- 《正味集》
- 《興藝錄》
- 主修《高郵州志》
- 主修《通州志》